# Megadytes costalis
Megadytes costalis är en skalbaggsart som först beskrevs av Fabricius 1775.  Megadytes costalis ingår i släktet Megadytes och familjen dykare. Inga underarter finns listade i Catalogue of Life.